# Gayndah
Gayndah (1 745 habitants) est un village sur la Burnett River et la Burnett Highway au sud-est de l'État du Queensland en Australie. Il est situé à 366 km au nord-ouest de Brisbane et à 145 à l'ouest de Maryborough.
Le nom de la ville est d'origine aborigène

## Ville jumelle
- Zonhoven, Belgique